# シー・ジアイー
シー・ジアイー（Shi Jiayi、施 佳懿、1983年9月2日 - ）は、中国・上海市出身の元シンガポール代表サッカー選手。

## 来歴
2003年、シンガポール・Sリーグに参戦する中国人チームのシンチFCに加入。2004年にヤング・ライオンズへ移籍し、年間最優秀若手選手賞にノミネートされる程の活躍を見せた。
2005年にシンガポール国籍を取得し、同年10月11日のカンボジア戦でシンガポール代表デビュー。2007年10月8日のパレスチナ戦で代表初ゴールを決める。同年よりホーム・ユナイテッドに移籍し、2011年シーズンは主将を務めた。
2013年、ウォリアーズFCへ移籍。

## 代表歴
- シンガポール代表（73試合9得点）
  - 2007 東南アジアサッカー選手権
  - 2008 AFFスズキカップ
  - 2010 キングスカップ
  - 2012 AFFスズキカップ

### ゴール
| # | 日時           | 開催地                   | 対戦国       | 結果 | 概要                                |
| - | -------------- | ------------------------ | ------------ | ---- | ----------------------------------- |
| 1 | 2007年10月8日  | ドーハ                   | パレスチナ   | 4–0  | 2010 FIFAワールドカップ・アジア予選 |
| 2 | 2007年10月8日  | ドーハ                   | パレスチナ   | 4–0  | 2010 FIFAワールドカップ・アジア予選 |
| 3 | 2008年12月9日  | ジャカルタ               | インドネシア | 2–0  | 2008 AFFスズキカップ                |
| 4 | 2010年1月23日  | ナコーンラーチャシーマー | ポーランド   | 6–1  | 2010 キングスカップ                 |
| 5 | 2010年11月4日  | ハノイ                   | ベトナム     | 1-1  | 親善試合                            |
| 6 | 2011年7月23日  | シンガポール             | マレーシア   | 5–3  | 2014 FIFAワールドカップ・アジア予選 |
| 7 | 2011年7月28日  | クアラルンプール         | マレーシア   | 1–1  | 2014 FIFAワールドカップ・アジア予選 |
| 8 | 2011年11月19日 | シンガポール             | パキスタン   | 4–0  | 親善試合                            |